# Храм иконы «Утоли моя печали» (Саратов)
Храм иконы Божией Матери «Утоли́ моя́ печа́ли» — православный храм в Волжском районе Саратова. Является объектом культурного наследия регионального значения.

## Архитектура храма
Каменная шатровая церковь на трех рядах кокошников с двумя симметрично расположенными притворами удачно вписалась в застройку архиерейской усадьбы и в архитектурный ансамбль центра Саратова. Изюминка архитектурного решения в том, что крупный шатёр окружён многочисленными пёстро разукрашенными мелкими главками, видимо, в подражание собору Василия Блаженного в Москве.

## История храма
Церковь-часовня при Архиерейском доме саратовских владык была построена по благословению священномученика Гермогена, епископа Саратовского и Царицынского. Её проект в 1903 (по другим данным — в 1904) году сделал саратовский архитектор Пётр Митрофанович Зыбин. Вскоре началось строительство, закончившееся в 1906 году.
Престол был один — в честь иконы Божией Матери «В скорбех и печалех Утешение». По преданию, храмовая икона была заказана владыкой Гермогеном на Святой Горе Афон и представляла собой точную копию с чудотворного афонского первообраза. В народе церковь называли ещё «Утоли моя печали».
Богослужения в храме-часовне совершались ежедневно монашеской братией из Архиерейского дома. В начале XX века в составе братии было 16 иноков и 13 послушников.
В годы Советской власти здание сохранилось практически в первозданном виде, однако, как и многие другие храмы России, не использовалось по назначению — здесь был открыт Саратовский планетарий.
В 1960-х годах по распоряжению первого секретаря Саратовского обкома КПСС с церкви-часовни были сняты кресты, и она некоторое время стояла без них. В 1965 году Владыка Пимен (Хмелевский), тогда Епископ Саратовский и Волгоградский, обратился к городским властям с просьбой позволить отреставрировать храм на средства епархии. Предложение Владыки озадачило горсовет: ремонтировать здания бывших культовых учреждений в то время было «не принято». Исполком отверг церковную материальную помощь, однако, принимая во внимание уже начинавшее изменяться общественное настроение, сам изыскал необходимую сумму и провел наружный косметический ремонт планетария.
С личного разрешения первого секретаря обкома партии А. И. Шибаева, взявшего ответственность на себя, на витые купола церкви-часовни снова подняли кресты. Позднее было восстановлено утраченное навершие к левому крылу церкви, позолочен крест над главным шатром. С тех пор здание храма вошло в список достопримечательностей Саратова, о нём стали рассказывать туристам, фотографировать и рисовать его.
В 1990 году храм передали епархии. После возвращения его Православной Церкви в боковой пристройке был устроен придел, освященный в том же году во имя преподобного Сергия Радонежского. На престоле положен антиминс, спасенный из уничтоженного богоборцами семинарского храма во имя преподобных Сергия Радонежского и Серафима Саровского, подписанный Архиепископом Саратовским и Волгоградским Палладием (Шерстенниковым). Первым настоятелем возвращенной церкви стал протоиерей Лазарь Новокрещеных. Его трудами были отремонтированы внутренние помещения, приобретены иконы, построена колокольня.
В первой половине 1993 года Владыка Пимен, в это время Архиепископ Саратовский и Вольский, освятил основной престол храма в честь иконы Пресвятой Богородицы «Утоли моя печали».

## Храм сегодня
15 октября 2004 года на основе прихода храма организовано Архиерейское подворье. К нему приписана часовня в честь иконы Божией Матери «Живоносный Источник», расположенная на Театральной площади Саратова.
В том же году началась масштабная реставрация храма «Утоли моя печали», прежде всего — произведены отделочные работы в алтаре и установка нового иконостаса. После того, как церковь обрела иконостас в древнерусском стиле, началась замена её внутреннего убранства (киотов икон, аналоев) для установления общего стилевого единства. В 2005—2006 гг. такие же изменения произошли в Сергиевом приделе храма. Кроме того, внутреннее помещение придела было реконструировано (увеличено за счет ликвидации подсобных комнат, устроен сводчатый потолок), была установлена купель для Крещения с полным погружением по Уставу Церкви. Завершаются работы по замене кровли храмового здания на медную.
В 2006—2008 году проведены работы по реставрации внешнего облика храма.
При храме создана одна из лучших приходских библиотек в епархии: её каталог насчитывает более 8,5 тысяч наименований книг. Свою просветительскую работу ведут воскресная школа, православное молодёжное общество, работает паломническая служба «Православный Мир». По воскресеньям после вечернего богослужения в храме проходят беседы настоятеля с прихожанами.
В ноябре 2019 года в ходе реставрации с храма сняты боковые (цветные) купола.
За лето 2020 года все отреставрированные купола были возвращены на своё место, и был покрашен фасад. 28 августа 2020 года были сняты строительные леса.